# Ethan Vernon
Ethan Vernon (* 26. August 2000 in Bedford) ist ein britischer Radrennfahrer, der auf Straße und Bahn aktiv ist.

## Sportlicher Werdegang
Bis zum Alter von 14 Jahren fuhr Ethan Vernon, der schon mit vier begann Radsport zu betreiben, BMX-Wettbewerbe, bis er zunächst auf die Bahn und später auf die Straße wechselte.
2017 wurde der vielseitige Vernon britischer Jugendmeister im 1000-Meter-Zeitfahren, im Punktefahren und in der Einerverfolgung. Bei den Junioren-Weltmeisterschaften 2018 errang er Silber in der Einerverfolgung und wurde im selben Jahr wiederum zweifacher nationaler Junioren-Meister, in der Einerverfolgung sowie mit William Tidball im Zweier-Mannschaftsfahren. Er startete für Wales bei den Commonwealth Games 2018 in der Mannschaftsverfolgung, wo das Team Rang vier belegte, sowie für Großbritannien beim Lauf des Bahnrad-Weltcups 2018/19, wo der britische Vierer Dritter mit Matthew Walls, William Tidball, Vernon und Fred Wright Dritter wurde. Bei den Straßenradsport-Weltmeisterschaften 2019 belegte er Rang 21 und bei den Straßenradsport-Europameisterschaften 2020 Platz 14, jeweils im Einzelzeitfahren der U23. Ebenfalls 2020 wurde er Vize-Europameister im 1000-Meter-Zeitfahren auf der Bahn.
2021 wurde Vernon für die Teilnahme an den Olympischen Spielen in Tokio nominiert, wo er in der Mannschaftsverfolgung mit dem britischen Team den siebten Platz belegte.
Auf der Straße fuhr Vernon bis 2021 für das britische Nationalteam. Bei der Tour de l’Avenir 2021 konnte er die vierte Etappe für sich entscheiden. Zur Saison 2022 erhielt er einen Vertrag beim UCI WorldTeam Quick-Step Alpha Vinyl. Seinen ersten Erfolg als Profi erzielte er sofort auf der UCI WorldTour, als er die fünfte Etappe der Katalonien-Rundfahrt gewann. Im selben Jahr setzte er sich auch auf den ersten beiden Abschnitten der Slowakei-Rundfahrt durch. In seiner zweiten Saison für das belgische UCI WorldTeam gewann Vernon die Trofeo Palma, zwei Etappen der Tour du Rwanda und einen Abschnitt der Tour de Romandie, wobei er sich stets im Massensprint durchsetzte. Bei der Deutschland Tour des Jahres 2023 setzte er sich im Prolog durch und sicherte sich den Sieg in der Punktewertung.
Sein bislang größter Erfolg gelang ihm bei den Bahnradsport-Weltmeisterschaften 2023 im schottischen Glasgow, als er Weltmeister im Ausscheidungsfahren wurde. Zu Beginn des Jahres 2024 gewann er mit Charlie Tanfield, Oliver Wood, Ethan Hayter und Daniel Bigham den Europameistertitel in der Mannschaftsverfolgung.
Seit dem Jahr 2024 geht Ethan Vernon für das UCI ProTeam Israel-Premier Tech an den Start, für das er bei der Tour des Alpes-Maritimes seinen ersten Etappensieg einfuhr. Bei den Olympischen Spielen 2024 in Paris gewann Vernon als Mitglied des britischen Teams die Silbermedaille in der Mannschaftsverfolgung. Am Ende der Saison gewann er auf der Straße zunächst die Punktewertung der Tour of Britain, ehe er sich zwei Etappen und die Punktewertung der Tour of Guangxi sicherte.
Im Jahr 2025 gewann Ethan Vernon einen weiteren Abschnitt der Katalonien-Rundfahrt.

## Erfolge

### Straße
2021
- eine Etappe Tour de l’Avenir

2022
- eine Etappe Katalonien-Rundfahrt
- Prolog und eine Etappe Slowakei-Rundfahrt

2023
- Mallorca Challenge – Trofeo Palma
- zwei Etappen Tour du Rwanda
- eine Etappe Tour de Romandie
- Prolog und Punktewertung Deutschland Tour

2024
- eine Etappe Tour des Alpes-Maritimes
- Punktewertung Tour of Britain
- zwei Etappen und Punktewertung Tour of Guangxi

2025
- eine Etappe Katalonien-Rundfahrt

### Bahn
2017
- Britischer Junioren-Meister – 1000-Meter-Zeitfahren, Punktefahren, Einerverfolgung

2018
- Junioren-Weltmeisterschaft – Einerverfolgung
- Britischer Junioren-Meister – 1000-Meter-Zeitfahren, Einerverfolgung, Zweier-Mannschaftsfahren (mit William Tidball)

2020
- Europameisterschaft – 1000-Meter-Zeitfahren

2021
- Weltmeisterschaft – Mannschaftsverfolgung (mit Ethan Hayter, Charlie Tanfield, Oliver Wood und Kian Emadi)

2022
- Weltmeister – Mannschaftsverfolgung (mit Oliver Wood, Ethan Hayter und Daniel Bigham)
- Weltmeisterschaft – Ausscheidungsfahren

2023
- Europameisterschaft – Mannschaftsverfolgung (mit Charlie Tanfield, Daniel Bigham und Oliver Wood)
- Weltmeister – Ausscheidungsfahren

2024
- Europameister – Mannschaftsverfolgung (mit Charlie Tanfield, Oliver Wood, Ethan Hayter und Daniel Bigham)
- Nations Cup in Milton – Mannschaftsverfolgung (mit Ethan Hayter, Daniel Bigham, Oliver Wood und Charlie Tanfield)
- Olympische Spiele – Mannschaftsverfolgung (mit Daniel Bigham, Ethan Hayter, Oliver Wood und Charlie Tanfield)

## Grand Tour-Platzierungen
| Grand Tour            | 2024 |
| --------------------- | ---- |
| Giro d’ItaliaGiro     | DNF  |
| Tour de FranceTour    | –    |
| Vuelta a EspañaVuelta | –    |